# Яроховка
Яроховка (укр. Ярохівка) — село, Ордановский сельский совет, Диканьский район, Полтавская область, Украина.
Код КОАТУУ — 5321084209. Население по переписи 2001 года составляло 72 человека.

## Географическое положение
Село Яроховка находится в 1,5 км от правого берега реки Великая Говтва, примыкает к селу Ордановка.